# Redistribución
La redistribución es un concepto utilizado en la Antropología social que presupone la existencia de un centro distribuidor de bienes en una comunidad o sociedad, que previamente había recibido de los miembros individuales o unidades familiares que la integran. La redistribución se encuentra asociada a otras formas de integración económica como la reciprocidad y el intercambio. La redistribución es un fenómeno frecuente en las jefaturas, y en las sociedades primitivas suele estar considerada como la forma de integración económica germinal del futuro Estado. 

## Primeros investigadores
Los primeros antropólogos que estudiaron sociedades en las cuales existían procesos de redistribución fueron Bronislaw Malinowski, Marcel Mauss, Edward Evan Evans-Pritchard, Raymond Firth y Melville Herskovits, entre otros. El concepto fue definido tal como lo conocemos hoy por Karl Polanyi, pero pronto fue enriquecido por otros investigadores prestigiosos como Marshall Sahlins, Marvin Harris, Robert Dentan, Richard Gould y Maurice Godelier.

## Como forma de integración política
La figura del jefe tribal o comunal suele estar asociada al centro distribuidor. Por ejemplo, cuando las personas entregan alimentos u objetos de valor al líder del grupo, que los acopia, los divide en porciones y los distribuye. Surgió en las actividades de cacerías y cosechas estacionales, cuando se disponía de más alimentos que lo normal. La redistribución suele asociarse también a los festines redistributivos, entre los cuales destaca el Potlatch. En estos festines el jefe o cabecilla brindaba a la tribu todo el almacén comunal, que era repartido entre todas las familias. Quienes organizaban mejores festines, adquirían más prestigio en la comunidad. 

Fieles a su vocación, los cabecillas-redistribuidores no sólo trabajan más duro que sus seguidores, sino que también dan con mayor generosidad y reservan para sí mismos las raciones más modestas y menos deseables. Por consiguiente, en un principio la redistribución servía estrictamente para consolidar la igualdad política asociada al intercambio recíproco. La compensación de los redistribuidores residía meramente en la admiración de sus congéneres, la cual estaba en proporción con su éxito a la hora de organizar los más grandes festines y fiestas, contribuir personalmente más que cualquier otro y pedir poco o nada a cambio de sus esfuerzos.
Marvin Harris, Nuestra Especie. Alianza Editorial, Madrid, 1971